# Alexandre Giraudet
Pour les articles homonymes, voir Giraudet (homonymie).
Alexandre Giraudet, né le 22 brumaire an VI (12 novembre 1797) à Paris et mort le 25 mars 1863 à Tours, est un médecin hygiéniste et historien français.
Chirurgien militaire puis médecin, il s'installe à Tours où il est l'un des fondateurs de la Société archéologique de Touraine.

## Biographie
Alexandre Amédée Giraudet naît le 12 novembre 1797 à Paris. Après des études de médecine, il exerce comme chirurgien à l'hôpital d'instruction des armées du Val-de-Grâce puis comme chirurgien militaire sous la Restauration. En 1828, il publie une Topographie physique et médicale de Cusset, commune de l'Allier où il est établi comme médecin et où, en 1824, il a épousé Marie-Adèle Bassot. De cette union naissent deux fils, dont en 1827 Louis Eugène Giraudet, médecin, scientifique et historien.
Il s'installe à Tours en 1838, intègre la Société d'agriculture, sciences, arts et belles lettres de Touraine et se penche alors sur la géologie et l'agriculture régionales. Deux ans plus tard, il est l'un des membres fondateurs de la Société archéologique de Touraine dont il est le premier secrétaire général jusqu'en 1844. Ses publications sont alors tournées vers la médecine (histoire sanitaire de Tours entre autres), la géologie comme l'histoire ; il est notamment l'auteur du premier guide touristique de Tours. En 1849, il fait partie du conseil d'hygiène publique et de salubrité qui vient d'être créé dans la ville.
Il meurt le 25 mars 1863 à Tours.
Une rue de Tours dans le quartier Grammont porte son nom.

## Publications

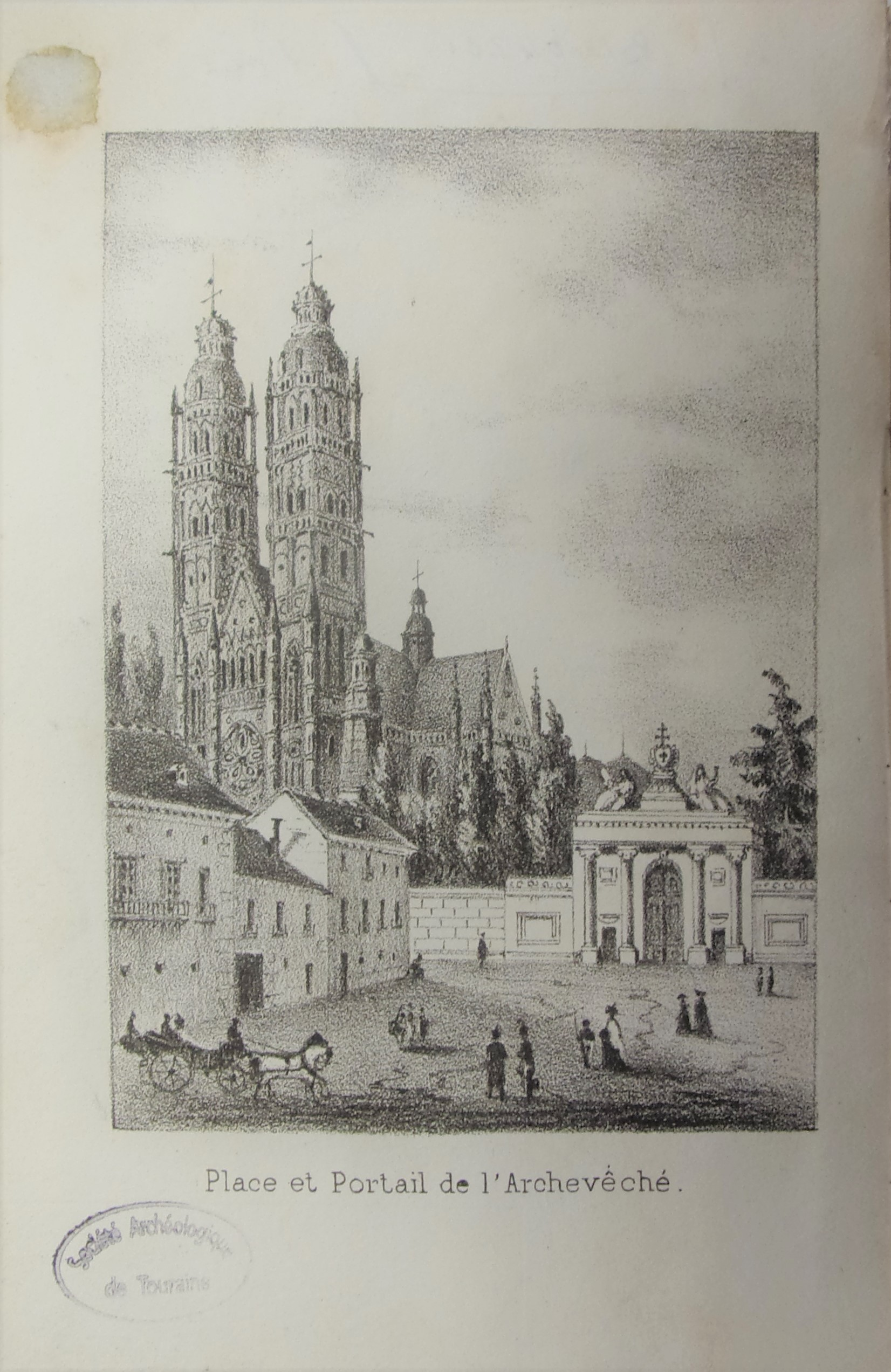
Frontispice du livre d'Alexandre Giraudet : Tours, ses monuments, [...]

- Topographie physique et médicale de Cusset, Paris, Chez Gabon, 1827, 184 p.
- Recherches historiques et statistiques sur l'hygiène de la ville de Tours et sur le mouvement de sa population depuis 1632 jusqu'à l'époque actuelle, Tours, Impr. de Ladevèze, 1853, 288 p. (lire en ligne).
- Verrière de Saint-Étienne-de-Chigny (avec Jacques-Aimé Meffre, Guérin et Goüin, 1843-1844)
- Tours, ses monuments, son industrie, ses grands hommes : guide de l'étranger dans cette ville et ses environs, Tours, O. Lescène, 1844, 330 p. (lire en ligne).

Une liste complémentaire des publications d'Alexandre Giraudet est diffusée par l'Académie des sciences, arts et belles lettres de Touraine,.